# Tachicardia giunzionale non parossistica
La tachicardia giunzionale non parossistica, più correttamente definita tachicardia giunzionale automatica (TAG) è una forma di aritmia cardiaca, un ritmo attivo che interessa la giunzione atrio-ventricolare. Tale tachicardia si manifesta soprattutto in soggetti affetti da cardiopatia.
Si differenzia dai ritmi passivi in quanto non è legato ad un qualche difetto di formazione o conduzione dell'impulso. La denominazione non parossistica deriva dal suo manifestarsi gradualmente e altrettanto gradualmente si interrompe.

## Caratteristiche
- Comparsa di extrasistole e/o tachicardia giunzionale;
- Frequenza cardiaca fra i 120/160 al minuto;
- Intervalli R-R irregolari per causa talora di una concomitante dissociazione A-V, solo in pochi casi gli intervalli sono regolari.

## Eziologia
L'origine di tale aritmia può essere ricondotta ad una intossicazione da glicosidi digitalici o ad un effetto iatrogeno da farmaci. Talora si sono registrati eventi aritmici dopo interventi chirurgici o durante un infarto miocardico acuto, quindi in corso di forti stress cardiovascolari.

## Terapie
Non sempre il trattamento di tale aritmia è farmacologico, talora basta correggere i fattori scatenanti, come le alterazioni di sodio, potassio e magnesio o interrompere la digossina per portare alla sua interruzione.

## Esami
La diagnosi è effettuabile con l'elettrocardiogramma o con il monitoraggio in terapia intensiva cardiologica.

## Prognosi
Ovviamente la prognosi sarà più negativa, tanto più il paziente è affetto da cardiopatie gravi.